# Johanna Beyer
Johanna Magdalena Beyer (Leipzig, 11 de julio de 1888-Nueva York, 9 de enero de 1944) fue una compositora y pianista alemana nacionalizada estadounidense.

## Biografía
Johanna Beyer nació en Leipzig (Alemania), graduándose en música en el conservatorio alemán en 1923 y trabajando en el ámbito de la música y como profesora en distintas ciudades de Alemania. En 1914 recala en Nueva York hasta 1915, y volvería otra vez a Estados Unidos en 1923, quedándose ya para siempre. Se saben pocos detalles sobre su vida previa a la llegada definitiva a Estados Unidos. Ella comentó a sus amigos americanos que no tenía familia en Alemania. Allí estudia en el Mannes College de Música graduándose en 1928. Entre sus profesores se cuentan Dane Rudhyar, Ruth Crawford, Charles Seeger. Trabajó como profesora de piano a la par que estudió y se relacionó con numerosos compositores norteamericanos, como John Cage, y, sobre todo, Henry Cowell, con quien mantendría una relación casi sentimental y de quien fue secretaria personal de facto desde 1936 a 1941.
Después se dedica sobre todo a la enseñanza, además de interpretar y componer. Aparentemente, fue profesora de la Greenwich House Music School. Una de sus primeras apariciones en público como pianista que conocemos fue en febrero de 1934, cuando tocó en la New Music Society of California obras de Piston, Honegger, Copland, Hindemith y una obra suya- su Suite para clarinete y fagot- que no fue bien acogida por la crítica.
Sin embargo, en 1940 Johanna Beyer abandonó la composición y su colaboración con Cowell al padecer una esclerosis lateral amiotrófica, muriendo en Nueva York en 1944. Está enterrada en el Kensico Cemetery, Valhalla, Nueva York.

## Obra
La obra musical de Johanna Beyer fue ignorada en vida y fue de hecho más conocida como intérprete que como compositora. Sus primeras obras (1930-1935) revelan una estrecha relación estilística con la de sus maestros, si bien Beyer casi siempre incluye un toque irónico y siempre hay tendencia al minimalismo en ellas. Entre estas se cuentan su obra más temprana, la Suite para Clarinete (1932) o su Cuarteto de cuerda n. 2, en el que usa un tema de la Flauta Mágica de Mozart (1936).
Ya en 1933 mostró en público sus trabajos, y el segundo movimiento de su Suite para clarinete y fagot fue interpretado un año después por Henry Cowell y reseñada por Aaron Copland. También John Cage interpretó varias piezas suyas. En 1936 escribiría la obra The Modern Composer donde mostraría su habilidad para componer distintos géneros, donde mezcló el ballet con la música incidental, además de escribir las letras de la obra.
Su estilo música está influenciada por el ultra-modernismo americano. Trabajó las derivaciones contrapuntísticas, un sistema teórico de composición ideado por Charles Seegeer y Henry Cowell; muchos de sus trabajos anticiparon el minimalismo de los años 60. Johanna Beyer fue, además, una excelente compositora para conjuntos de percusión, especialmente destaca su Suite para percusión de 1933. La Marcha para treinta instrumentos de percusión (1939) se incluye entre una de las más bellas orquestaciones para conjuntos de percusión. En ella incluye frecuentes cambios rítmicos y de tempo, ironizando así con su título. Finalmente, sus 3 movimientos para percusión (1939) también fue popular.

## Catálogo musical (selección)

### Percusión
- Suite para percusión (1933)
- IV (1935)
- Marcha para 30 instrumentos de percusión (1939)
- Percusión op 14 (1939)
- 3 movimientos para percusión (1939)
- Vals para percusión (1939)

### Música de Cámara y para instrumento solista
- Suite para clarinete (1932)
- Suite para clarinete y fagot (1933)
- Sonata para clarinete y piano (1936)
- Sonata para clarinete bajo y piano (1936?)
- Movimiento para contrabajo y piano (1936)
- Movimiento para dos pianos (1936)
- Suite para violín y piano (1937)
- Suite para oboe y fagot (1937)
- 6 piezas para oboe y piano (1939)
- Quinteto de viento (1933)
- Movimiento para quinteto de viento (1938)
- Trío para vientos (194?)
- Cuarteto de cuerda no.1 (1933-1934)
- Cuarteto de cuerda no.2 (1938)
- Movimiento para cuerda "Dance" (1938)
- Cuarteto de cuerda no. 4 (1943?)
- "Music of the Spheres" (1938)

### Piano solo
- Gebrauchs- Musik (1934)
- Clusters (o Valses de Nueva York) (1936)
- Winter-Ade y otras 5 canciones populares (1936)
- Dissonant counterpoint (193?)
- Suite para Piano (1939)
- Sonatina en C (1943)

### Música orquestal
- Fragmento para orquesta de cámara (1937)
- Suite sinfónica (1937)
- "Dance for full orchestra" (1938)
- Movimiento sinfónico 1 (1939)
- Opus sinfónica 3 (1939)
- Opus sinfónica 5 (1940)
- Movimiento sinfónico 2 (1941)